# Ойос, Химена
Химе́на О́йос (англ. Jimena Hoyos; 31 декабря 1977, Богота, Колумбия) — колумбийско-американская актриса и фотомодель.

## Биография
Химена Ойос родилась 31 декабря 1977 года в Боготе (Колумбия) в семье южноамериканского происхождения.
Химена дебютировала в кино в 1998 году, сыграв роль в телесериале «Мать», в то же время она работала в модельном бизнесе. После успеха на родине, Ойос продолжила карьеру в США. В 2006 году она сыграла роль Беллы в телесериале «Декстер». Всего сыграла в 11-ти фильмах и телесериалах.

## Избранная фильмография
| Год  |   | Русское название    | Оригинальное название | Роль                     |
| ---- | - | ------------------- | --------------------- | ------------------------ |
| 1998 | ф | Мать                | La madre              | имя персонажа неизвестно |
| 2006 | ф | Дьявол носит Prada  | The Devil Wears Prada | Лючия                    |
| 2006 | с | Декстер             | Dexter                | Белла                    |
| 2009 | ф | Замёрзшая из Майами | New in Town           | Кэти                     |
| 2010 | с | Чёрная метка        | Burn Notice           | официантка               |